# 743 a.C.
Il 743 a.C. (DCCXLIII a.C. in numeri romani) è un anno  dell'VIII secolo a.C.

## Eventi
- Battaglia di Kishtan

## Morti
- Geroboamo II, re d'Israele